# 維港投資
維港投資（英語：Horizons Ventures）是由李嘉誠創立的持有的創業投資公司，成立於2006年，主要對科技或革新技術的創業公司投資。維港投資主要管理人員包括周凱旋和張培薇。直至2016年，維港投資累積入股73間科網企業，投資項目亦遍佈歐、亞及美洲。

## 投資歷程
2007年，維港投資向Facebook投資1.2億美元，Facebook於2012年上市時，維港投資估計獲得了最少5倍的投資回報。
2014年2月，維港投資參與投資從事研發人工雞蛋的Hampton Creek。
2018年5月31日，專注於終端人工智能解決方案的新創公司Kneron（耐能）。
2022年5月14日，根據新聞報道,維港投資準備在新加坡開設辦事處,尋找新的投資機會。

## 部份投資項目
| - BitPay - DeepMind - Facebook - Hampton Creek - Nanoleaf - Razer - Spotify - Student.com - Zoom - wefox | - Siri - Skype - Summly - Waze |

## 外部連結
- 維港投資 （页面存档备份，存于）